# Картахена (Колумбия)
Картахе́на-де-И́ндиас (исп. Cartagena de Indias — Карфаген Индейский), или просто Картахе́на, — пятый по величине город Колумбии, административный центр департамента Боливар, крупный порт на берегу Карибского моря.

## История

### XVI—XVII века
До прибытия испанцев район сегодняшней Картахены населяли индейские племена, говорившие на карибских и аравакских языках, занимавшиеся рыболовством, собирательством и примитивным сельским хозяйством.
Первыми белыми, ступившими на берег в этих местах, стали в 1509 году испанцы из экспедиции Алонсо де Охеды. Высадившиеся на сушу испанцы подверглись нападению агрессивных туземцев, и, потеряв нескольких человек, отступили на корабль. В 1510 году участником той же экспедиции Васко Нуньесом де Бальбоа был основан (в 150 километрах к западу от Картахены) город Санта-Мария-ла-Антигуа дель Дарьен, но уже в 1515 он был сожжён индейцами, а большая часть жителей перебиты. После этого испанцы на два десятилетия утратили интерес к колонизации южного побережья Карибского моря, сосредоточив усилия на Кубе и Гаити. Единственное посещение района европейцами в этот период произошло в 1527 году, когда, по заданию испанского колонизационного и исследовательского агентства Каса-де-Контратасьон, конкистадор Родриго де Бастидас обследовал побережье и составил его карту.
Усиливавшаяся активность других европейских держав (прежде всего, Англии и Голландии) в бассейне Карибского моря, а также распространившиеся слухи о «золотых городах» в джунглях побудили испанское правительство обратить более пристальное внимание на считавшийся прежде бесперспективным регион, и 1 июня 1533 года 200 поселенцев под руководством Педро де Хереида высадились на болотистом берегу, основав город Картахена-де-Индиас, названный так в честь испанского города Картахена.
Благодаря выгодному расположению и удобной бухте Картахена быстро стала одним из важнейших перевалочных пунктов в торговле между Старым и Новым светом и основным портом для вывоза в Испанию добытых в Америке золота и серебра. Население города стремительно увеличивалось и к 1540 году составляло уже 2 000 человек.

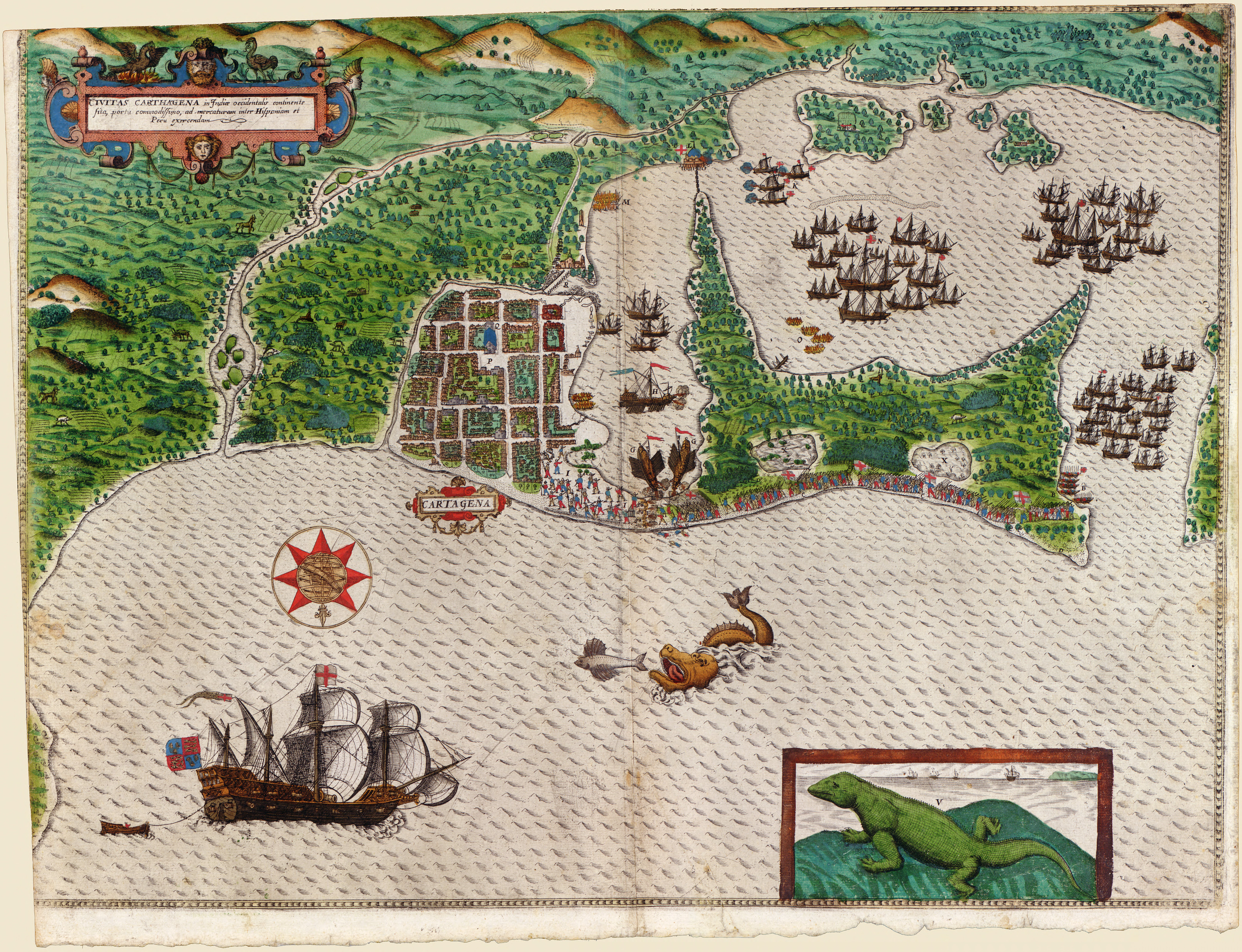
Схема города, 1585 год

Богатства Картахены привлекали множество пиратов, охотившихся за выходящими из порта «серебряными галеонами». Не раз предпринимались попытки разграбить и саму Картахену, пять из них оказались удачными, первый раз город разграбил французский корсар Жан-Франциск да Роберваль в 1546 году. Самым удачливым и беззастенчивым грабителем стал сорок лет спустя знаменитый английский пират и путешественник — сэр Фрэнсис Дрейк. Он сумел получить от Картахены неслыханный по тем временам выкуп в 107 000 золотых песо (для укрепления своих позиций на переговорах Дрейк сначала сжёг примерно четверть города), чем изрядно порадовал королеву Елизавету. Испанское правительство, всерьёз испуганное и разозлённое успехами пиратов, на протяжении следующих двух десятилетий вложило в постройку оборонительных сооружений Картахены около 10 миллионов песо.
Как показали события весны 1697 года, эти огромные вложения оказались безрезультатными из-за малочисленности и низкого морального духа гарнизона, а также слабости командования. В ходе рейда на Картахену отряд французов под командованием барона Пуантиса не только с лёгкостью захватил и разграбил город, но и разрушил значительную часть с таким трудом построенных испанцами укреплений, при отходе забрав с собой крепостные орудия.

### XVIII—XXI века
К началу очередной англо-испанской войны в 1739 году Картахена представляла собой один из крупнейших портов Нового Света с населением свыше 10 000 человек и процветающей экономикой. Укрепления города, разрушенные французами, были не только отстроены вновь, но и значительно усилены. Тем не менее, англичане, изучив опыт рейда барона Пуантиса, не считали гарнизон города серьёзным противником и приступили к подготовке захвата Картахены. Падение города неминуемо вело к разрушению связности испанских позиций в южной части Карибского моря, серьёзнейшим проблемам в снабжении войск на северо-западе Южной Америки и рассматривалось английским командованием как первый и обязательный шаг для установления контроля над испанскими колониальными владениями в Америке.
Английская эскадра под командованием адмирала Вернона прибыла к Картахене в начале марта 1741 года, доставив более 12 000 солдат экспедиционного корпуса (плюс около 11 600 человек составляли экипажи), корабли эскадры несли на борту около 2000 орудий. Силам вторжения противостоял четырёхтысячный испанский гарнизон под командованием одного из лучших адмиралов в истории Испании дона Бласа де Лесо. Укрепления Картахены насчитывали около 500 орудий. Осада Картахены продолжалась три месяца, англичане предприняли несколько попыток штурма, но испанцам удалось отстоять город. Поражение под Картахеной предопределило в целом неудачные для англичан итоги войны, планы экспансии Британской империи на Южноамериканском континенте оказались сорваны. Известный британский историк и философ Арнольд Тойнби сказал по этому поводу «Картахена — это причина, почему Южная Америка не говорит по-английски».
После отражения нападения англичан в истории Картахены наступил т. н. «Серебряный век» (1750—1808), характеризовавшийся постоянным ростом экономики, притоком множества иммигрантов как из Европы, так и из других районов Латинской Америки, бурным строительством и значительными вложениями в благоустройство города. Конец периоду процветания положил общий упадок Испанской империи, усугублённый оккупацией метрополии Наполеоновской Францией.
Рост сепаратистских настроений в испанских колониальных владениях, поддерживаемый англичанами, не миновал и Новую Гранаду. 11 ноября 1811 года Картахена была провозглашена столицей нового независимого государства Соединённые Провинции Новой Гранады, верная Испании часть гарнизона была частично перебита, частично бежала из города на кораблях. К этому моменту в горной части Новой Гранады уже несколько месяцев существовало самопровозглашённое Свободное Государство Кундинамарка (со столицей в Боготе). Соперничество сепаратистских новообразований друг с другом привело к первой гражданской войне в истории Колумбии. Испанцы также не оставляли попыток вернуть контроль над Новой Гранадой, и в декабре 1815, после 5-месячной осады, вновь заняли город. Выбить их сепаратисты смогли только в октябре 1821 года, также после 5-месячной осады. Военные действия, голод, эпидемии и прекращение торговли привели к полнейшему упадку Картахены. В середине 1820-х население города составляло менее 500 человек (в основном бывших рабов), а почти все его здания лежали в руинах.
Некоторое восстановление города началось только в 1880-х, после строительства железной дороги, соединявшей порт с внутренними районами Колумбии. Устойчивый экономический рост начался в 1920-е годы, в связи с открытием нефтяных месторождений и строительством нефтепровода до Картахены. С тех пор город стал крупным нефтеналивным портом. Во второй половине XX века всё более значимую роль в городской экономике начинает играть туризм.
В 1980 году исторические памятники Картахены (крепость, главная площадь с собором, церковь св. Петра, дворец инквизиции, здание университета) были объявлены памятником Всемирного наследия ЮНЕСКО.
26 сентября 2016 года в городе был подписан мирный договор между правительством Колумбии и повстанцами, завершивший Гражданскую войну в Колумбии.

## География и климат
Картахена расположена на берегу лагуны Теска Карибского моря.
Город лежит в зоне тропического саванного климата, с дождливым летом и сухой зимой.
| Показатель                    | Янв. | Фев. | Март | Апр. | Май  | Июнь | Июль | Авг. | Сен. | Окт. | Нояб. | Дек. | Год  |
| ----------------------------- | ---- | ---- | ---- | ---- | ---- | ---- | ---- | ---- | ---- | ---- | ----- | ---- | ---- |
| Средний суточный максимум, °C | 31,2 | 31,2 | 31,3 | 31,5 | 31,7 | 31,8 | 31,9 | 31,9 | 31,6 | 31,2 | 31,3  | 31,4 | 31,5 |
| Средняя температура, °C       | 26,6 | 26,7 | 27,0 | 27,5 | 28,0 | 28,2 | 28,1 | 28,0 | 27,9 | 27,6 | 27,6  | 27,0 | 27,5 |
| Средний суточный минимум, °C  | 23,2 | 23,4 | 23,9 | 24,8 | 25,3 | 25,3 | 25,0 | 25,0 | 24,9 | 24,6 | 24,7  | 23,8 | 24,4 |
| Норма осадков, мм             | 8    | 1    | 1    | 31   | 92   | 115  | 94   | 124  | 144  | 244  | 132   | 37   | 1023 |
| Источник: World Climate       |      |      |      |      |      |      |      |      |      |      |       |      |      |

## Население
Согласно переписи 2005 года в Картахене проживало 978 600 человек, в агломерации — около 1,3 млн. Современный этнический состав горожан сложился в результате смешения иммигрантов из Испании (а позднее — с Ближнего Востока) с местным индейским населением и завезёнными из Африки чернокожими рабами. Расовый состав населения:
- белые — 22,9 %
- метисы — 38,9 %
- негры и мулаты — 36,1 %
- индейцы — 1,2 %

Картахена является самым «чёрным» из крупных городов Колумбии. Около 3/4 горожан — католики. Уровень уличной преступности довольно высок, что типично для крупных городов Латинской Америки. Иностранные туристы нередко становятся жертвами ограблений.

## Экономика

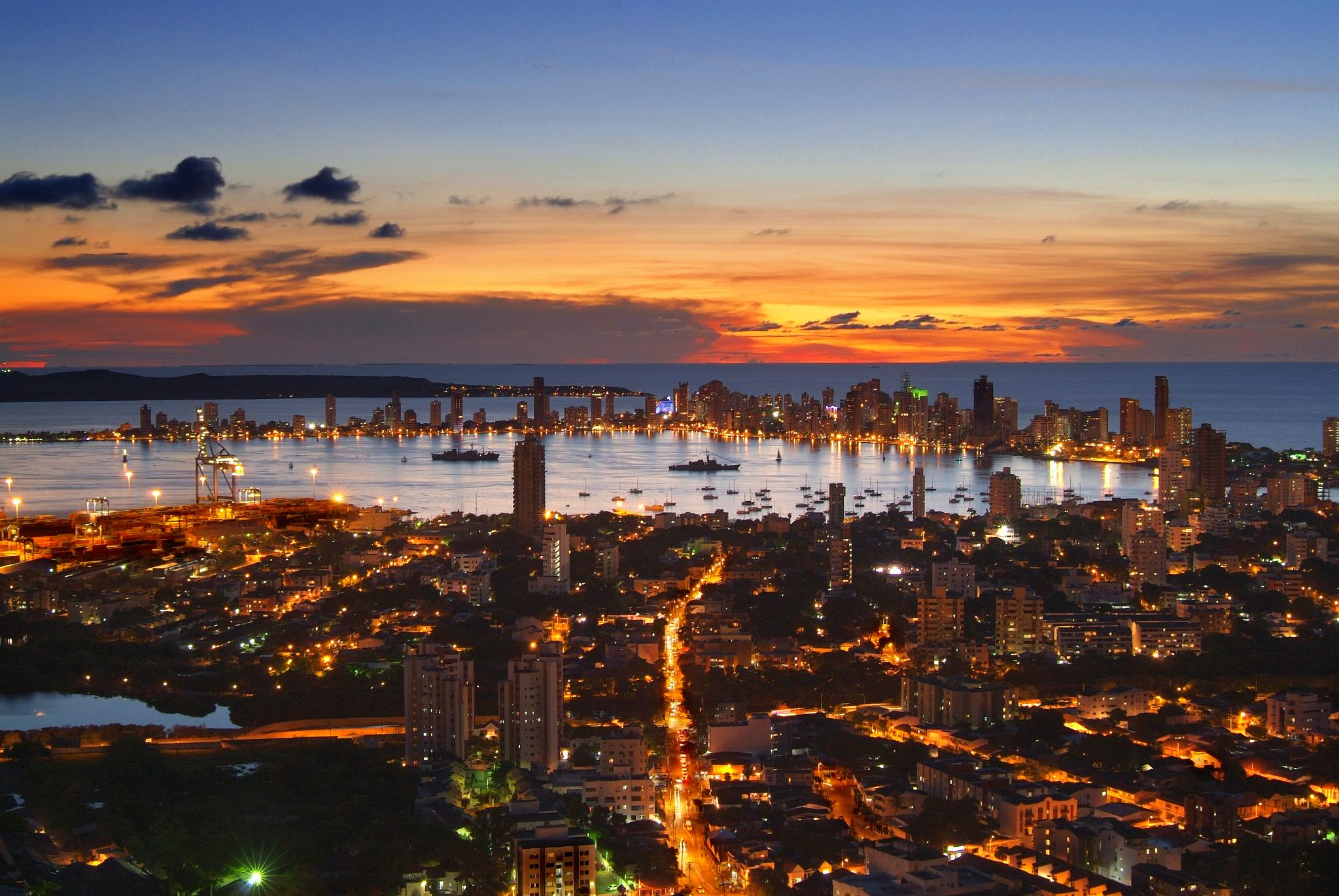
Центр города

Картахена обладает современной диверсифицированной экономикой, являясь третьим по важности (после Боготы и Медельина) экономическим центром страны. Основными отраслями являются:
- Туризм (главное туристическое направление Колумбии)
- Промышленность (прежде всего, нефтехимия, нефтепереработка, производство строительных материалов)
- Сфера услуг и торговли
- Логистика (основной порт Колумбии)
- Строительство

В городе и его окрестностях расположено несколько свободных экономических зон с льготным режимом налогообложения и таможенного администрирования.

## Транспорт
Картахена обслуживается Международным аэропортом им. Рафаэля Нуньеса (IATA: CTG, ICAO: SKCG) с пассажирооборотом около 3 млн человек в год. Из аэропорта выполняются рейсы во все основные города Колумбии, а также в Нью-Йорк, Монреаль, Кито, Торонто и Панама-Сити.
Национальное шоссе № 90, известное также как Центрально-Карибская дорога, соединяет город с Барранкильей и далее с Каракасом, а шоссе № 45 («Дорога Магдалены») — с центральными областями Колумбии и далее с Эквадором.
Общественный транспорт представлен 35 автобусными маршрутами. В настоящее время (февраль 2015) ведутся работы по запуску централизованной транспортной системы (автобусы экспрессы, движущиеся по выделенным полосам) Transcaribe.
Порт Картахены принимает десятки круизных судов ежегодно.
Ранее в городе была железная дорога.

## Образование
- Технологический университет имени Боливара

## Галерея

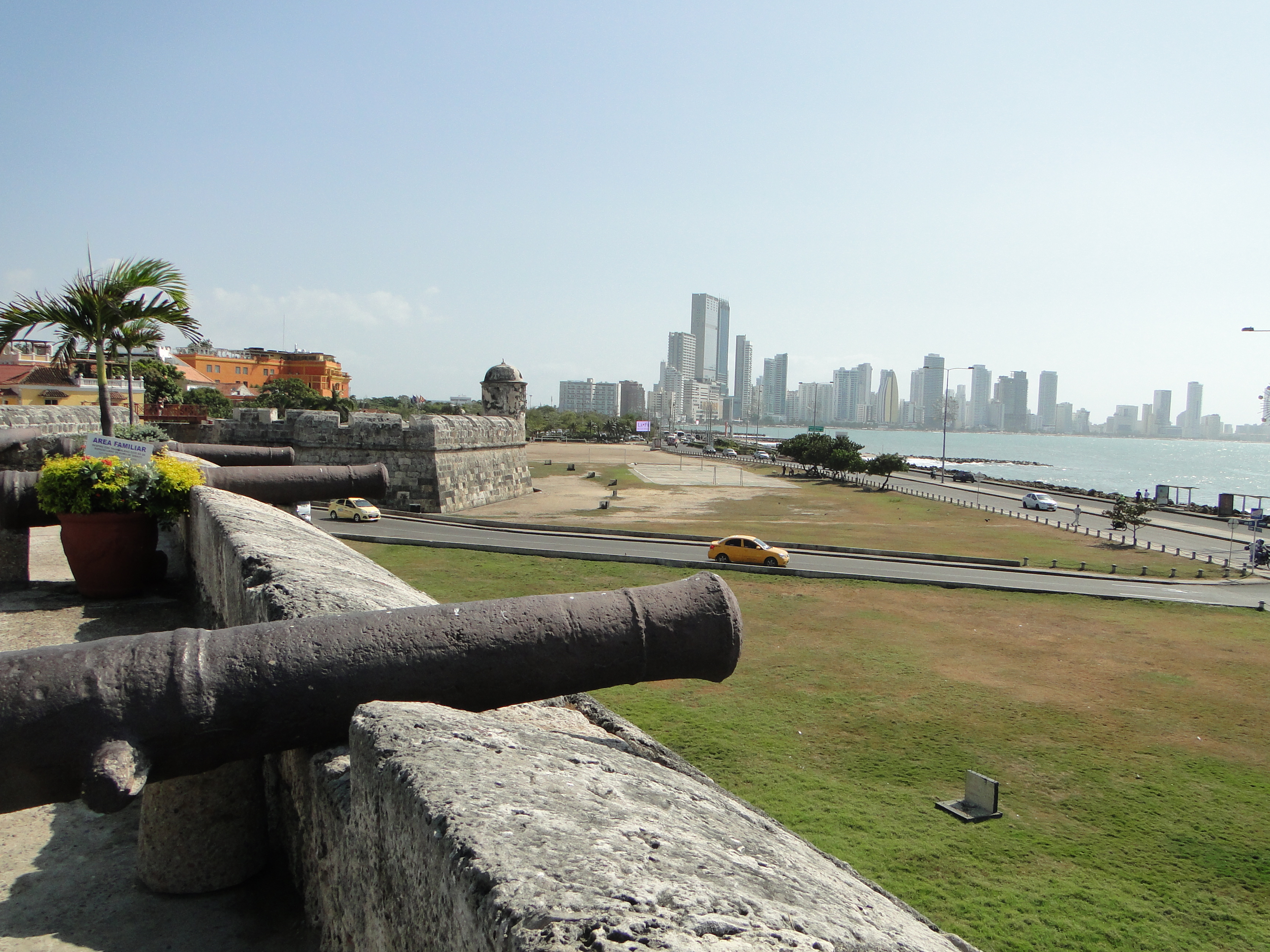
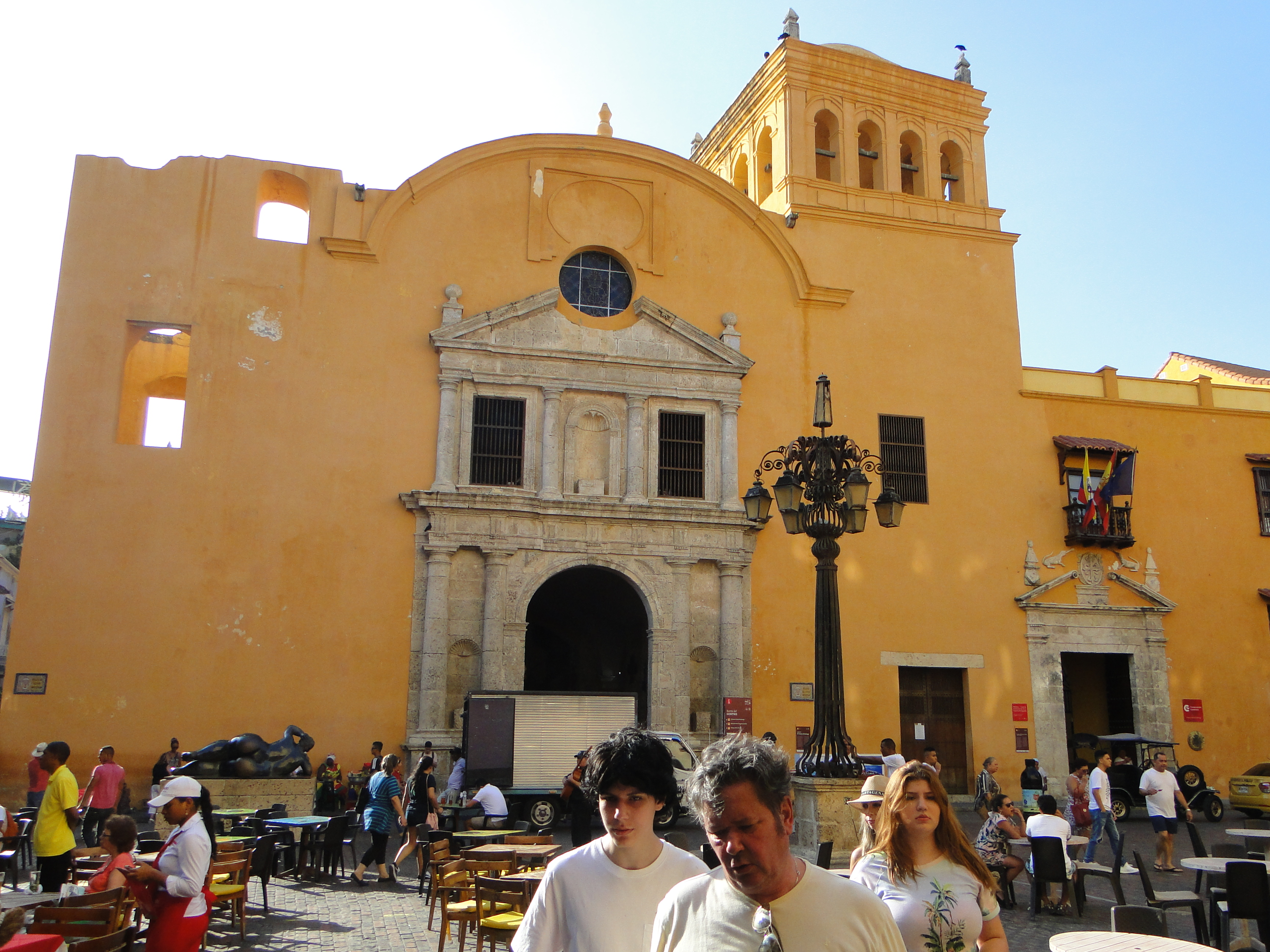
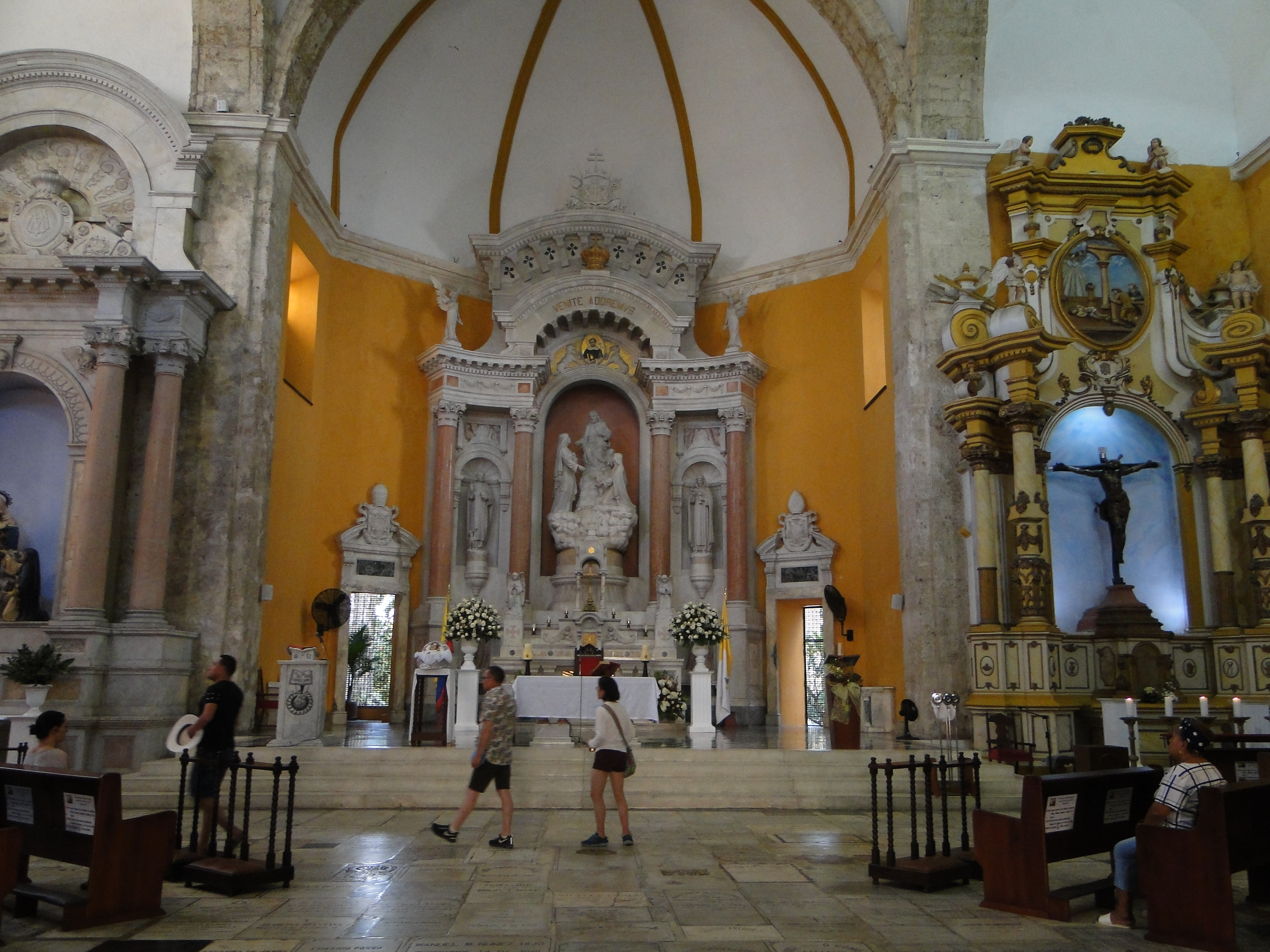
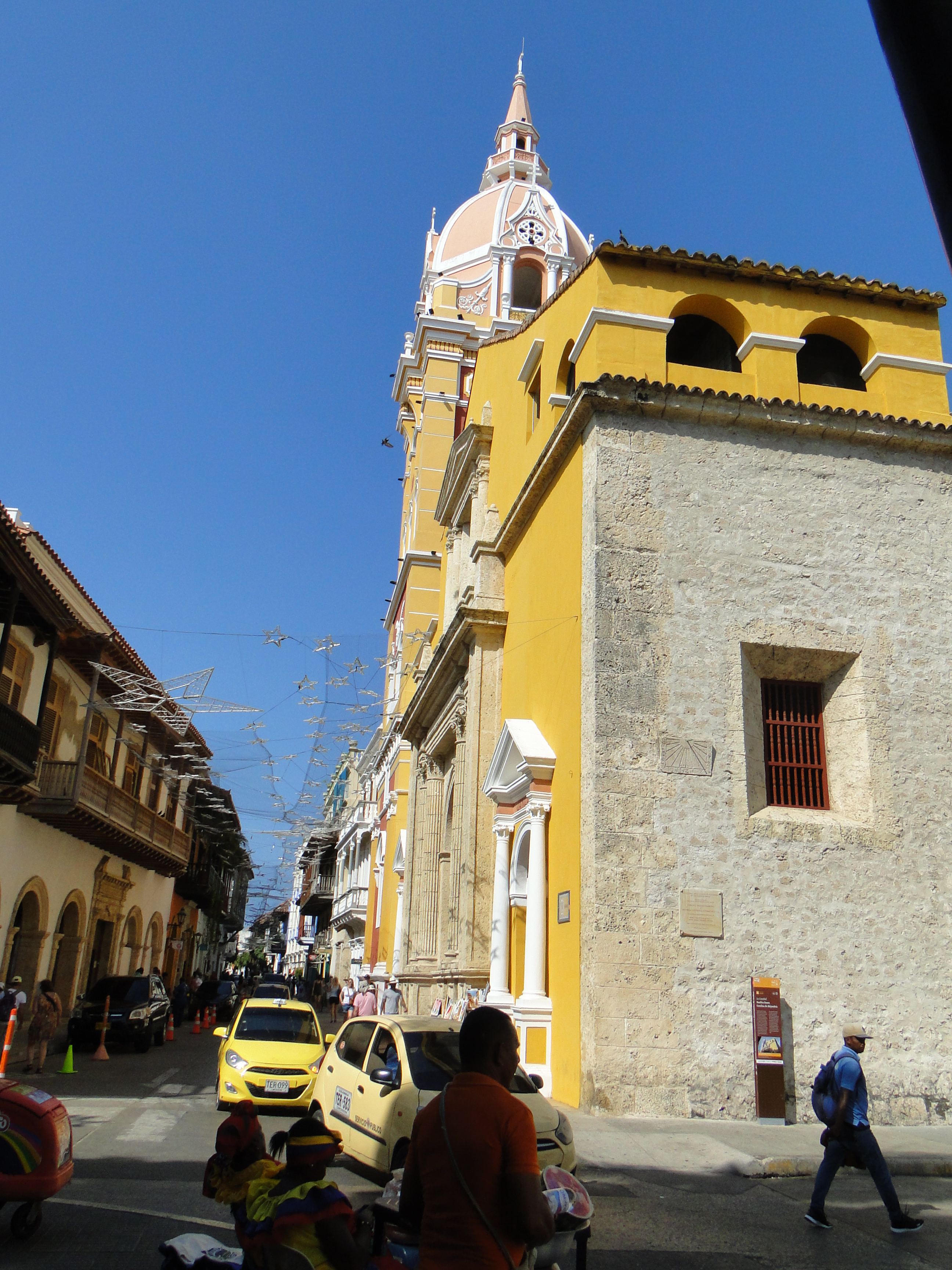
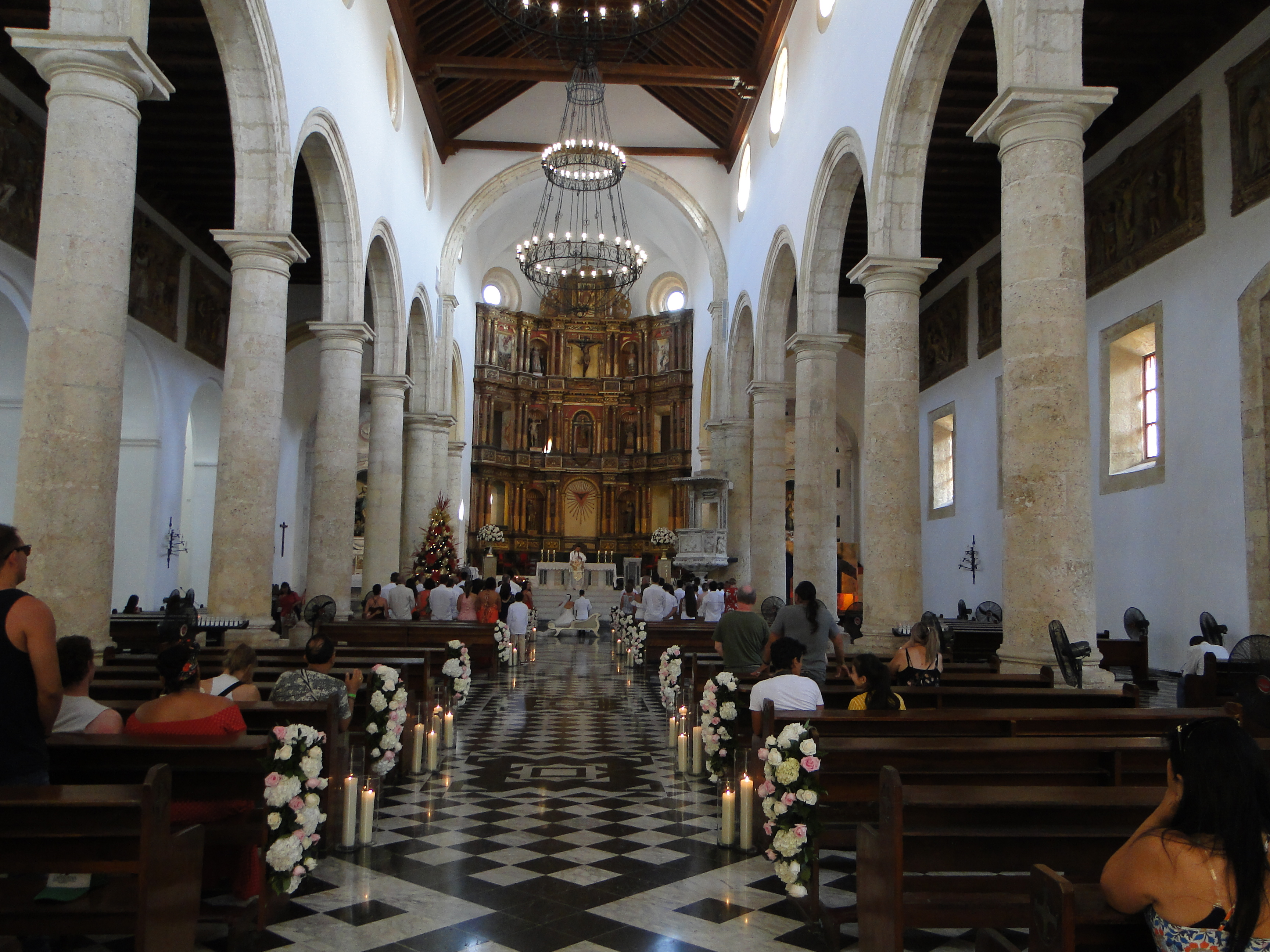
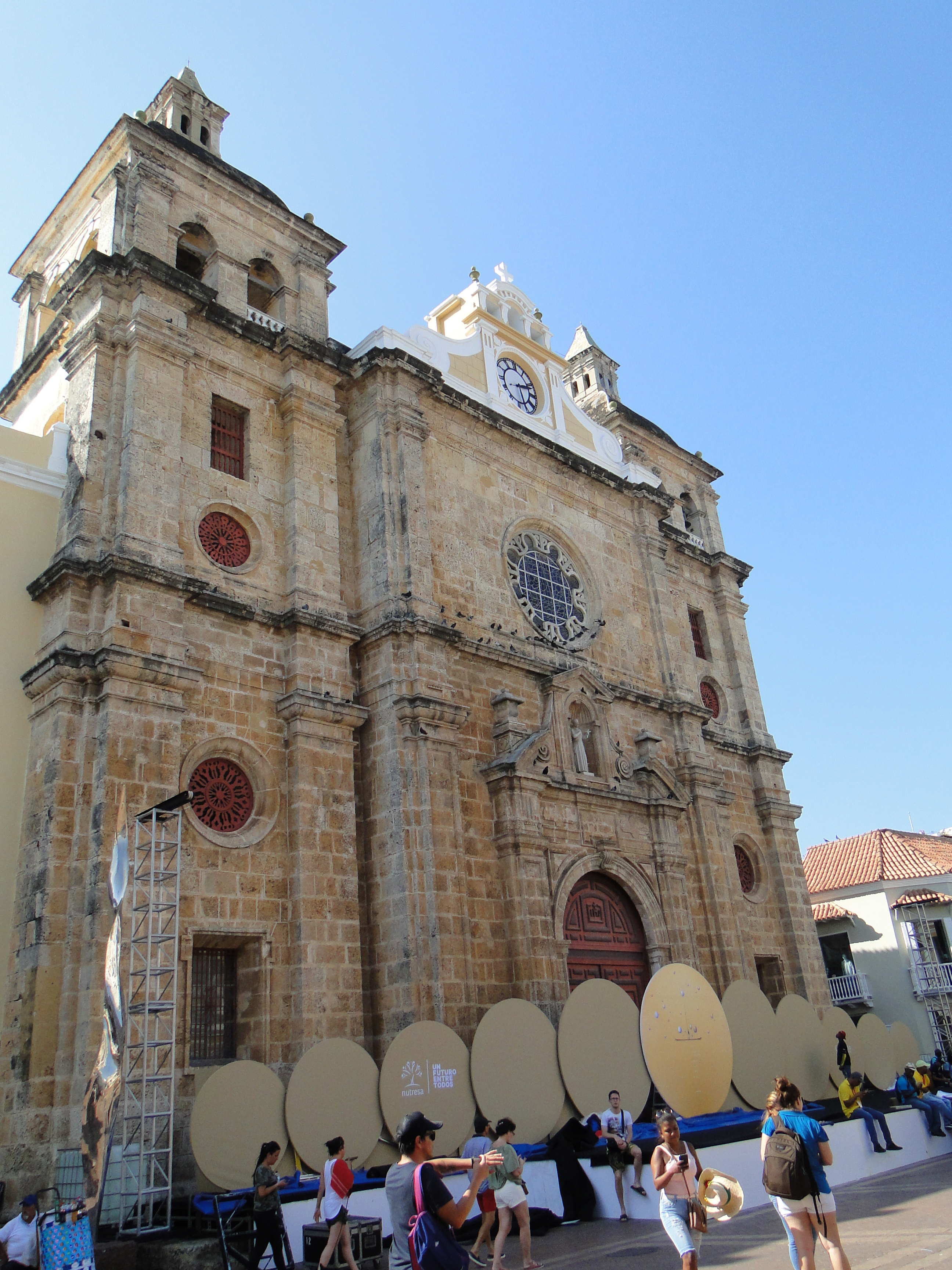
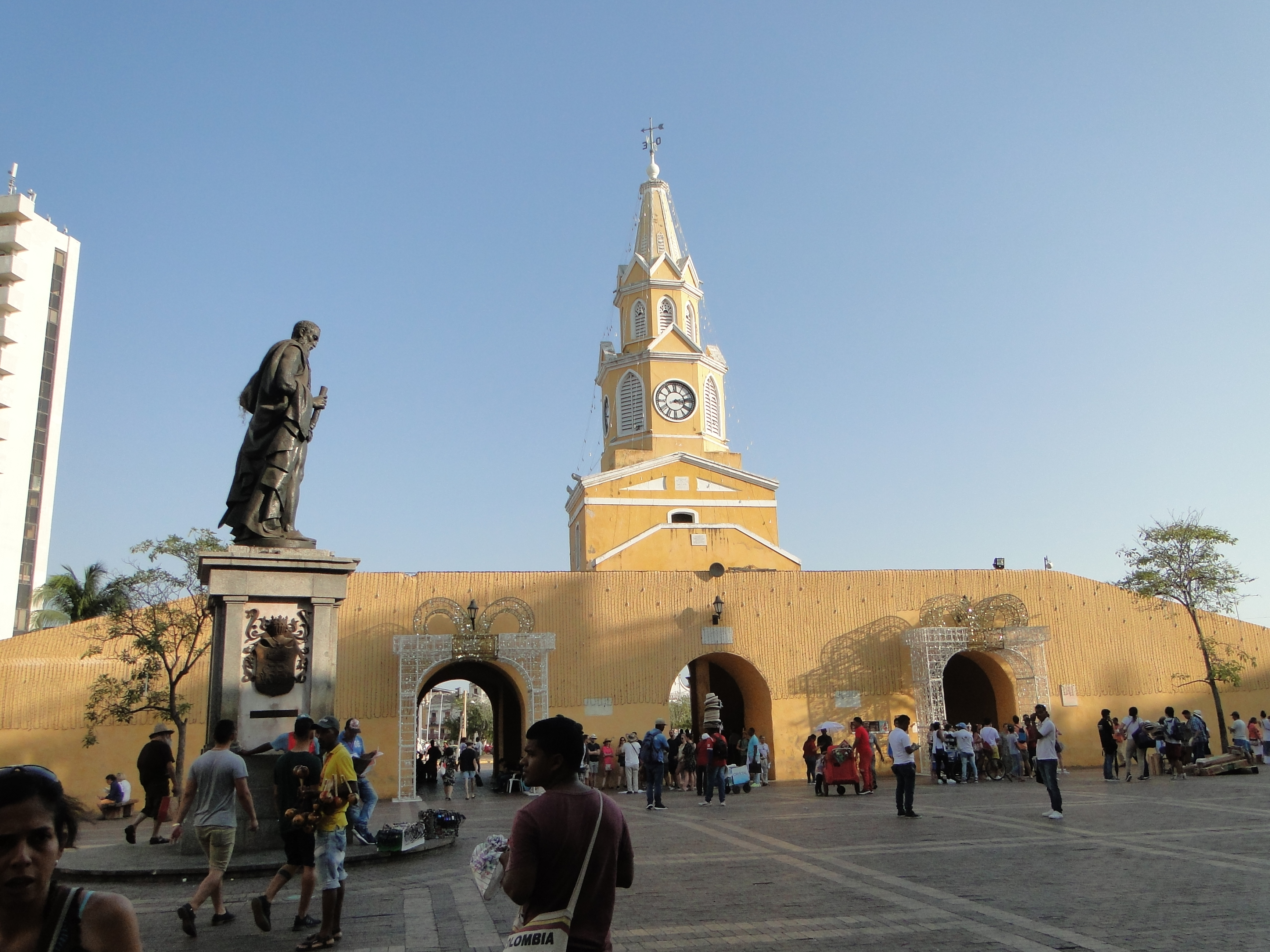
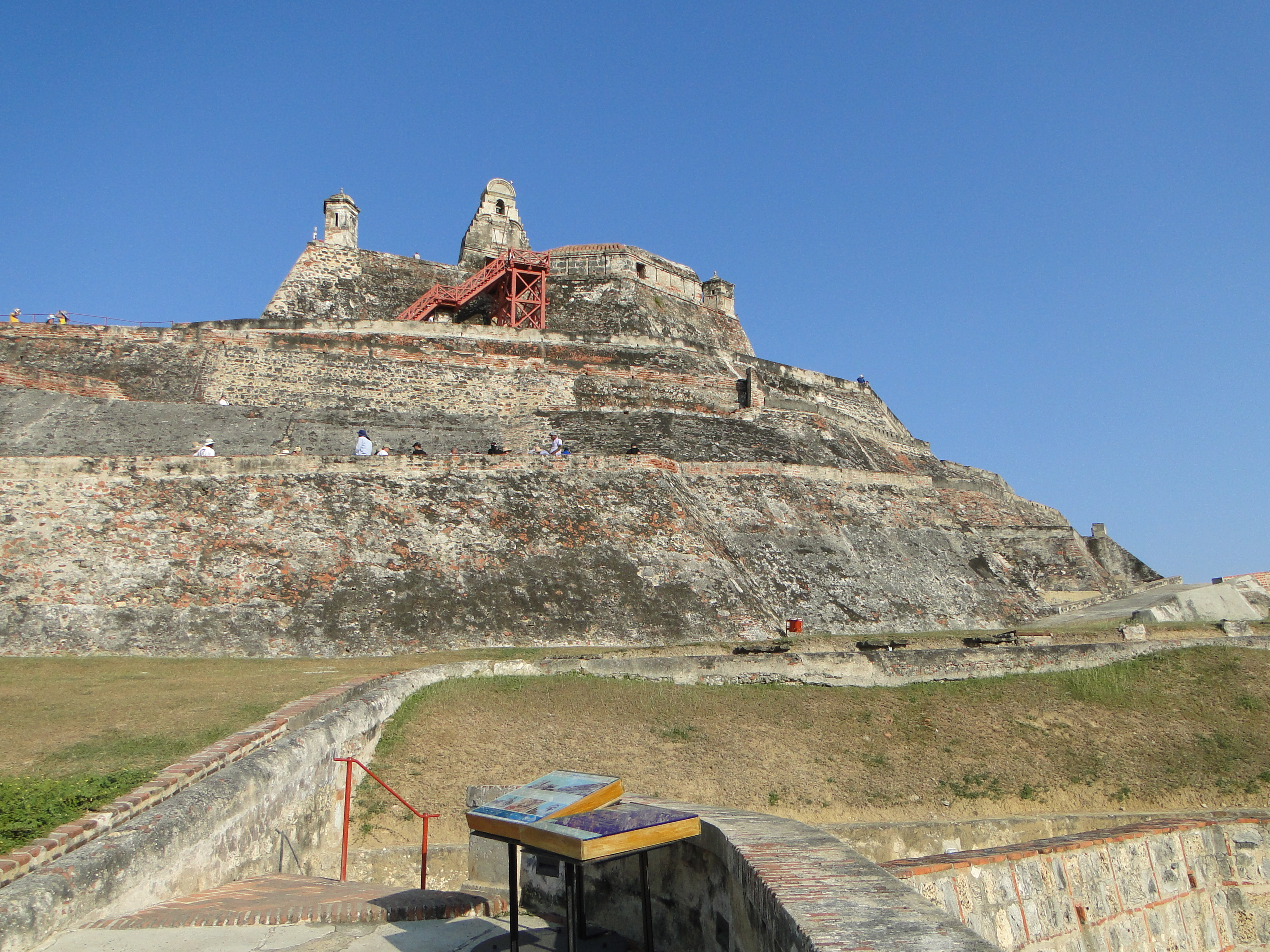
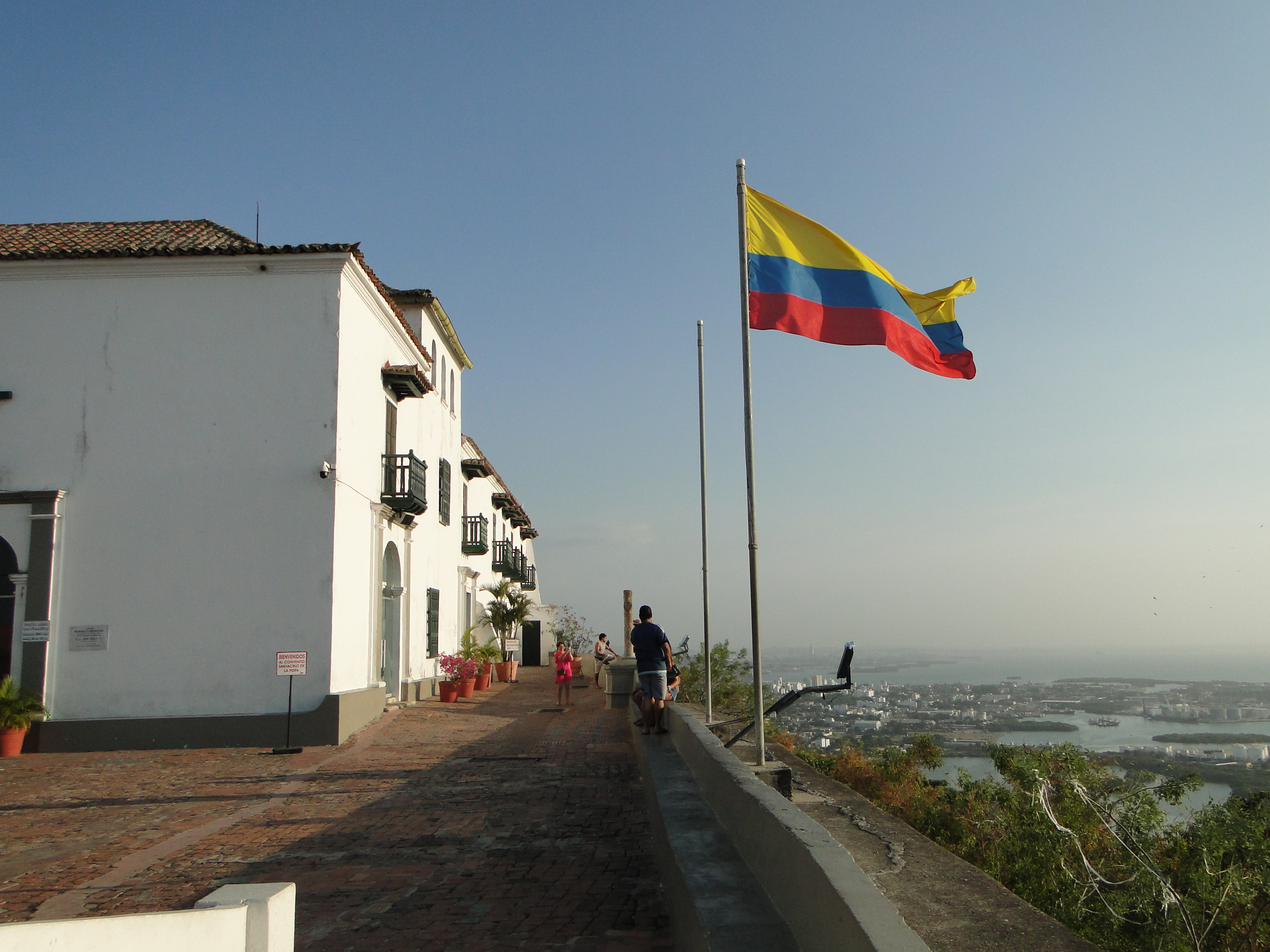

## Города-побратимы
- Стамбул, Турция[3]
- Винья-дель-Мар, Чили
- Вальпараисо, Чили
- Сантьяго-де-Куба, Куба
- Манила, Филиппины
- Сан-Франсиско-де-Кампече, Мексика
- Веракрус, Мексика
- Севилья, Испания
- Картахена, Испания
- Сан-Кристобаль-де-ла-Лагуна, Испания
- Кадис, Испания[4]
- Неаполь, Италия[5]
- Матера, Италия
- Сент-Огастин, США
- Риоача, Колумбия
- Корал-Гейблс, США